# Daniela Romo
Teresa Presmanes Corona (Mexico City, Meksiko, 27. kolovoza 1959.) poznata i kao Daniela Romo meksička je glumica, pjevačica i voditeljica.

## Biografija
Daniela je rođena u gradu Mexico Cityju. Kao djetetu idol joj je bila Rocio Durcal, koja ju je u njoj potaknula ljubav prema glumi. Karijeru je započela vrlo mlada i to kao pjevačica u bandu Los Hermanos Zavala. Usporedno s glazbenom karijerom bavila se i glumom pa je tako u dobi od sedamnaest godina dobila ulogu u filmu La casa del pelícano.
Prvu ulogu u telenoveli dobiva 1978. u El ardiente secreto. Tijekom televizijske karijere bila je i voditeljica. Tada upoznaje mladog producenta Chuca Ferrera koji u njoj prepoznaje golemi talent i snima njezin prvi debitantski album Tambien Yo.
Narednih godina upoznaje razne producente iz Španjolske i Italije te snima niz albuma kojima pridobiva sve veći broj obožavatelja. 1984. snima treći album na kojem se nalazi njezin najveći hit "Yo No Te Pido La Luna". Pjesma je bila veliki međunarodni hit na latinoameričkom kontinentu. Nakon šest godina odsutnosti s malih ekrana 1995. vraća se i glumi u TV seriji Si Dios me quita la vida u kojoj su joj partneri César Évora i Omar Fierro.
Glumi u raznim telenovelama i serijama, ali izdaje i manje uspješne glazbene albume, većinom balade.

## Filmografija
| Godina | Naslov                     | Uloga                           | Vrsta               |
| ------ | -------------------------- | ------------------------------- | ------------------- |
| 1978.  | Ardiente secreto           | Mariana                         | televizijska serija |
| 1978.  | La casa del pelícano       | Engracia                        | Film                |
| 1979.  | Puerto maldito             | -                               | -                   |
| 1979.  | Tres mujeres en la hoguera | Peggy                           | -                   |
| 1979.  | Te quiero                  | -                               | -                   |
| 1979.  | El enemigo                 | -                               | televizijska serija |
| 1979.  | El año de la peste         | Laura                           | -                   |
| 1980.  | No temas al amor           | Alejandra                       | televizijska serija |
| 1980.  | Frontera                   | Rosy                            | -                   |
| 1981.  | Johnny Chicano             | -                               | -                   |
| 1981.  | Novia, esposa y amante     | Laura Mendoza                   | Film                |
| 1982.  | Déjame vivir               | Estrella                        | televizijska serija |
| 1986.  | El camino secreto          | Gabriela                        | telenovela          |
| 1990.  | Balada por un amor         | Brianda Portugal                | telenovela          |
| 1995.  | Si Dios me quita la vida   | María Sánchez Amaro             | televizijska serija |
| 1999.  | One Man's Hero             | Marta                           | Film                |
| 2001.  | El manantial               | Margarita Insunza de Ramírez    | telenovela          |
| 2002.  | Las vías del amor          | Leticia López Albavera          | televizijska serija |
| 2005.  | Zora                       | Doña Juana Arellano de Manrique | telenovela          |
| 2007.  | Amor sin maquillaje        | Fernanda Duarte                 | televizijska serija |
| 2008.  | Mujeres asesinas           | Cristina, Rebelde               | televizijska serija |
| 2009.  | Magična privlačnost        | Victoria de Lombardo            | telenovela          |
| 2010.  | Trijumf ljubavi            | Bernarda de Iturbide            | telenovela          |
| 2013.  | Oluja u srcu               | Mercedes Artigas                | telenovela          |